# Paul Poaniewa
Paul Poaniewa  (né le 8 novembre 1953 à Nouméa) est un athlète français, spécialiste du saut en hauteur.

## Biographie
Licencié au Stade Français, il remporte huit titres de champion de France du saut en hauteur : trois en salle en 1975, 1977 et 1978, et cinq en plein air en 1973, 1974, 1975, 1977 et 1978. Il améliore à trois reprises le record de France du saut en hauteur, le portant à 2,22 m en 1973, puis 2,24 et 2,26 m en 1975.
Il remporte la médaille d'argent du saut en hauteur lors des Universiades d'été de 1977, derrière le Polonais Jacek Wszoła. Il participe aux Jeux olympiques de 1976 mais ne parvient pas à franchir le cap des qualifications.
Il prend la deuxième place de sa spécialité lors de la finale de la coupe d'Europe des Nations disputée à Nice en août 1975 en franchissant 2.22 m derrière le soviétique Grigoriev, vainqueur à 2,24 m.
L'athlète néo-calédonien franchit la barre selon la technique du ventral.